# El viatge de les seves vides (pel·lícula de 2021)
El viatge de les seves vides (títol original en anglès, Off the Rails) és una pel·lícula de comèdia dramàtica del 2021 dirigida per Jules Williamson i escrita per Jordan Waller. Va ser l'última aparició al cinema de Kelly Preston abans de la seva mort el 2020 i la pel·lícula està dedicada a la seva memòria. S'ha doblat al català.
La pel·lícula es va estrenar a Londres el 22 de juliol de 2021 i es va estrenar el 23 de juliol al Regne Unit i Irlanda.

## Premissa
Tres amigues a la cinquantena reviuen un viatge amb tren a través d'Europa, però aquesta vegada la Maddie, de disset anys, ocupa el lloc de la seva mare, complint el seu últim desig.

## Repartiment
- Kelly Preston com a Cassie Blakeley
- Jenny Seagrove com a Kate Fisher
- Sally Phillips com a Liz
- Elizabeth Dormer-Phillips com a Maddie
- Ben Miller com a Dan
- Franco Nero com a Giovanni
- Judi Dench com a Diana
- Peter Bowles com el vicari

## Producció
La pel·lícula es va anunciar el febrer de 2019. El rodatge va començar aquell mateix mes, i es va gravar entre Mallorca, Barcelona i Londres. També es van rodar escenes a França.